# 서기원 (1930년)
서기원(徐基源, 1930년 10월 24일 ~ 2005년 7월 30일)은 대한민국 공군 군인으로 복무한 전력이 있는 6·25 한국 전쟁 참전유공자(예비역 대한민국 공군 대위)이며, 대한민국 소설가, 언론인, 정치인, 관료, 기업인, 사회운동가, 수필가, 대학 교수이다.

## 학력
- 충청남도 공주고등보통학교(前) → 경성제2고등보통학교 졸업(1949년)
- 서울대학교 상과대학 경제학과 중퇴(1950년)
- 대한민국 국방대학교 행정학사 19기(1974년)

## 주요 경력
- 1956년 동화통신 기자(1956년 1월 6일 ~ 1956년 3월 2일).
- 1957년 조선일보 기자(1957년 5월 6일 ~ 1957년 8월 1일).
- 1957년 〈현대문학〉에 《암사지도》로 소설가 등단(1957년 7월).
- 1959년 서울신문 기자(1959년 5월).
- 1962년 서울경제신문 기자(1962년 7월).
- 1965년 서울경제신문 일본 주재 특파원(1965년 3월).
- 1967년 동화통신 경제부 부장(1967년 6월).
- 1970년 중앙일보 논설위원(1970년 7월 ~ 1972년 12월).
- 1973년 경제기획원 대변인.
- 1976년 국무총리 비서실 공보비서관(1979년 대통령 비서실 공보수석비서관 겸 청와대 대변인 이임).
- 1979년 대통령 비서실 공보수석비서관 겸 청와대 대변인(1979년 사퇴).
- 1980년 행정개혁위원회 상임위원.
- 1982년 서울신문 상임감사.
- 1987년 서울신문 상임감사 직위 사퇴.
- 1988년 한국문화예술진흥원 원장.
- 1988년 서울올림픽조직위원회 위원.
- 1988년 서울신문 사장.
- 1988년 행정개혁위원회 사회문화분과위원장(1989년 사퇴).
- 1988년 한국신문협회 회장(1990년 사퇴).
- 1990년 KBS 한국방송공사 사장(1993년 퇴임).
- 1990년 한국방송협회 회장(1991년 퇴임).
- 1991년 교육정책자문회의 자문위원(1992년 퇴임).
- 1991년 연합통신 비상임이사(1994년 퇴임).
- 1991년 수필가 등단.
- 1991년 아시아신문재단 대한민국위원회 이사장(1994년 퇴임).
- 1992년 안중근 의사 기념사업추진위원회 고문(1993년 퇴임).
- 1992년 서암학술장학재단 이사장(1999년 퇴임).
- 1992년 94한국방문의해 추진위원회 자문위원(1993년 퇴임).
- 1993년 한국낚시진흥회 회장(2001년 퇴임).
- 1995년 96 문학의해 조직위원회 위원장(1996년 퇴임).
- 1995년 호암상위원회 자문위원(1998년 퇴임).
- 1996년 대한민국 예술원 문학분과 회원.
- 1997년 한국공연예술진흥협의회 회장(1999년 퇴임).
- 1998년 한국공연예술진흥협의회 상임위원장(2000년 퇴임).
- 1998년 추계예술대학교 초빙교수(1999년 퇴임).

## 생애
그의 본관(관향)은 대구(大邱)이며 일제 강점기 경성부 종로방 송월정에서 출생하였고 지난날 한때 중화민국 허베이 성 베이핑에서 잠시 유아기를 보낸 적이 있으며 그 후 중화민국 장쑤 성 상하이에서 잠시 유년기를 보낸 적이 있는 그는 8·15 광복 이후 고국에 귀국을 하여 이후 미 군정 남조선 과도정부 충청남도 홍성군 홍성읍과 미 군정 남조선 과도정부 충청남도 공주군 공주읍에서 청소년기를 보내었으며 서울대학교 경제학과 중퇴 이후 1950년 11월에는 공군사관후보생 6기로 대한민국 공군 소위 임관을 하여 한국 전쟁에 참전하였고 이듬해 1951년 6월 공군 중위 진급하였으며 2년 후 1953년 3월 공군 대위 진급을 하였고 그로부터 2년 후 1955년 11월에는 대한민국 공군 대위 예편 이후 이듬해 1956년 11월 28일에는 2년 연하의 성기원(成耆媛)과 결혼하여 그녀와의 사이에서 슬하 3남 1녀를 두었다.
생전 그의 신장은 165cm이고 체중은 62kg이었으며 1957년 7월 단편 소설 《암사지도(暗射地圖)》로 문단에 첫 등단을 하였다. 그 후 언론인 겸 기업가로도 활약을 하였으며 국무총리 비서실 공보비서관과 대통령비서실 공보수석비서관(1979년 사퇴) 등 정치 분야에서도 활동하였다.
1990년에는 KBS 한국방송공사 사장을 지낸 바 있다. 이후 1999년까지 한국공연예술진흥협의회 회장을 지냈다.

## 작품 활동

### 단편 소설
- 1956년 〈안락사론〉 (安樂死論)
- 1956년 〈암사지도〉 (暗射地圖)
- 1960년 〈사지연습〉 (四肢演習)
- 1960년 〈이 성숙한 밤의 포옹〉
- 1957년 〈여자의 다리〉
- 1958년 〈오늘과 내일〉
- 1964년 〈태어나지 않은 아이들〉

### 중편 소설
- 1959년 〈전야제〉
- 1960년 〈사금파리의 무덤〉

### 장편 소설
- 1961년 《혁명》
- 1962년 《김옥균》
- 1977년 《조선백자 마리아상》
- 1984년 《왕조의 제단》
- 1985년 《마록열전》
- 1997년 《광화문》 (전 7권)

### 수필
- 1991년 〈물따라 고기따라〉

## 작가 서기원의 소설이 원작인 작품
- 《암사지도》 (1967년, TBC, 드라마)
- 《둔주》 (1980년, KBS 1TV, 드라마)
- 《조선백자 마리아상》 (1988년, KBS 1TV, 드라마)
- 《마록열전》 (1992년,  SBS TV, 드라마)[1]

## 가족 관계
- 본인: 서기원(徐基源)
- 배우자: 성기원(成耆媛)
  - 딸: 서동숙(徐東淑)
  - 장남: 서동준(徐東浚)
  - 차남: 서동한(徐東漢)
  - 삼남: 서동철(徐東澈)

## 수상
- 1960년 현대문학상
- 1961년 동인문학상
- 1975년 한국문학상